# Пиньял-ди-Сан-Бенту
Пиньял-ди-Сан-Бенту (порт. Pinhal de São Bento) — муниципалитет в Бразилии, входит в штат Парана. Составная часть мезорегиона Юго-запад штата Парана. Входит в экономико-статистический микрорегион Франсиску-Белтран. Население составляет 2348 человек на 2006 год. Занимает площадь 96,855 км². Плотность населения — 24,2 чел./км².
Праздник города — 10 ноября.

## История
Город основан 10 ноября 1992 года.

## Статистика
- Валовой внутренний продукт на 2003 год составляет 18 189 266,00 реалов (данные: Бразильский институт географии и статистики).
- Валовой внутренний продукт на душу населения на 2003 год составляет 7439,37 реалов (данные: Бразильский институт географии и статистики).
- Индекс развития человеческого потенциала на 2000 год составляет 0,708 (данные: Программа развития ООН).

## География
Климат местности: субтропический. В соответствии с классификацией Кёппена, климат относится к категории Cfa.